# 中川赳
中川 赳（なかがわ たけし、1911年（明治44年）2月22日 - 1991年（平成3年）3月20日）は日本の実業家、元明治製菓社長・会長。東京都出身。

## 略歴
- 1911年（明治44年） - 金蔵の長男として生まれる。
- 1931年（昭和6年） - 横浜高等工業学校応用化学科を卒業。
- 1945年（昭和20年） - 明治製菓に入社、川崎工場製薬部長などを歴任する。
- 1960年（昭和35年） - 同社代表取締役に就任。
- 1966年（昭和41年） - 同社代表取締役常務に就任。
- 1968年（昭和43年） - 同社代表取締役専務に就任。
- 1970年（昭和45年） - 同社代表取締役社長に就任。
- 1988年（昭和63年） - 同社代表取締役会長に就任。
- 1991年（平成3年）3月20日 - 心不全のため、東京都渋谷区の病院で死去、80歳[1]。
- その他、全日本菓子協会・日本チョコレート・ココア協会・日本食品特許センター各会長などを歴任した。

## 受章・受賞
- 1973年（昭和48年） - 藍綬褒章を受章。
- 1981年（昭和56年） - 勲三等旭日中綬章を受章。
- 1989年（平成元年） - 勲二等瑞宝章、紺綬褒章を受章。

## 参考
- 交詢社 第69版 『日本紳士録』 1986年
- グリコ・森永事件 - 社長在任中に発生した事件。中川は菓子団体合同対策協議会の議長に就任し、事件抑止に努めた[2]。